# Comunión bajo las dos especies

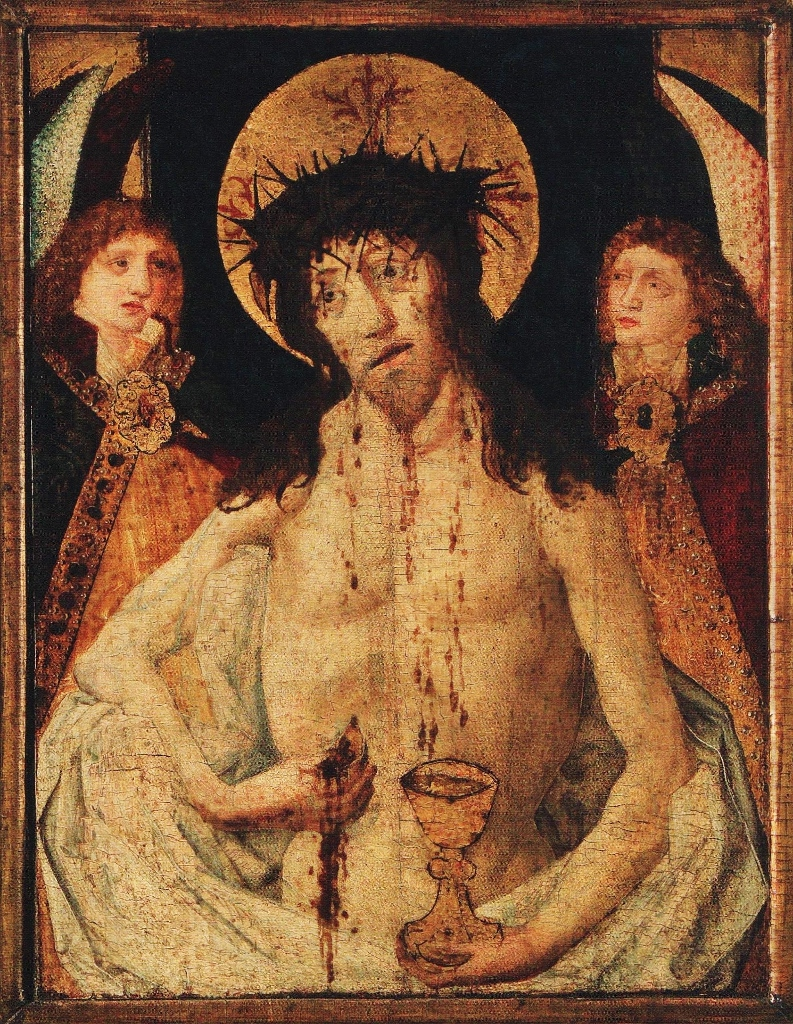
Varón de dolores de Praga, c. 1470. Jesucristo está sacando una hostia de su herida mientras su sangre fluye hacia un cáliz. La representación de Cristo, ofreciendo simbólicamente su cuerpo y su sangre, demuestra claramente la práctica de recibir la Comunión bajo las dos especies, que fue crucial para la Reforma bohemia del.

La Comunión bajo las dos especies en el cristianismo es la recepción bajo las dos "especies" (es decir, tanto el pan  consagrado como el vino) de la Eucaristía. Las denominaciones del cristianismo que mantienen una doctrina de la Comunión bajo ambas especies pueden creer que una Eucaristía que no incluya tanto el pan como el vino como elementos de la ceremonia religiosa no es válida, mientras que otras pueden considerar la presencia tanto del pan como del vino como preferible, pero no necesaria, para la ceremonia. En algunas tradiciones, el zumo de uva puede sustituir al vino con contenido alcohólico como segundo elemento.

## Iglesia católica

### Doctrina
En referencia a la Eucaristía como sacrificio, la Comunión bajo ambos tipos pertenece al menos a la integridad y esencia, del rito, y no puede ser omitida sin violar el precepto de Cristo: "Haced esto en memoria mía" (Lc 22, 19). Así lo menciona implícitamente el Concilio de Trento (Sess. XXI, c. i; XXII, c. i), y la Instrucción General del Misal Romano afirma que el pueblo "debe compartir el cáliz cuando esté permitido. Entonces, la Comunión es un signo más claro de participación en el sacrificio que realmente se está celebrando."

### Práctica

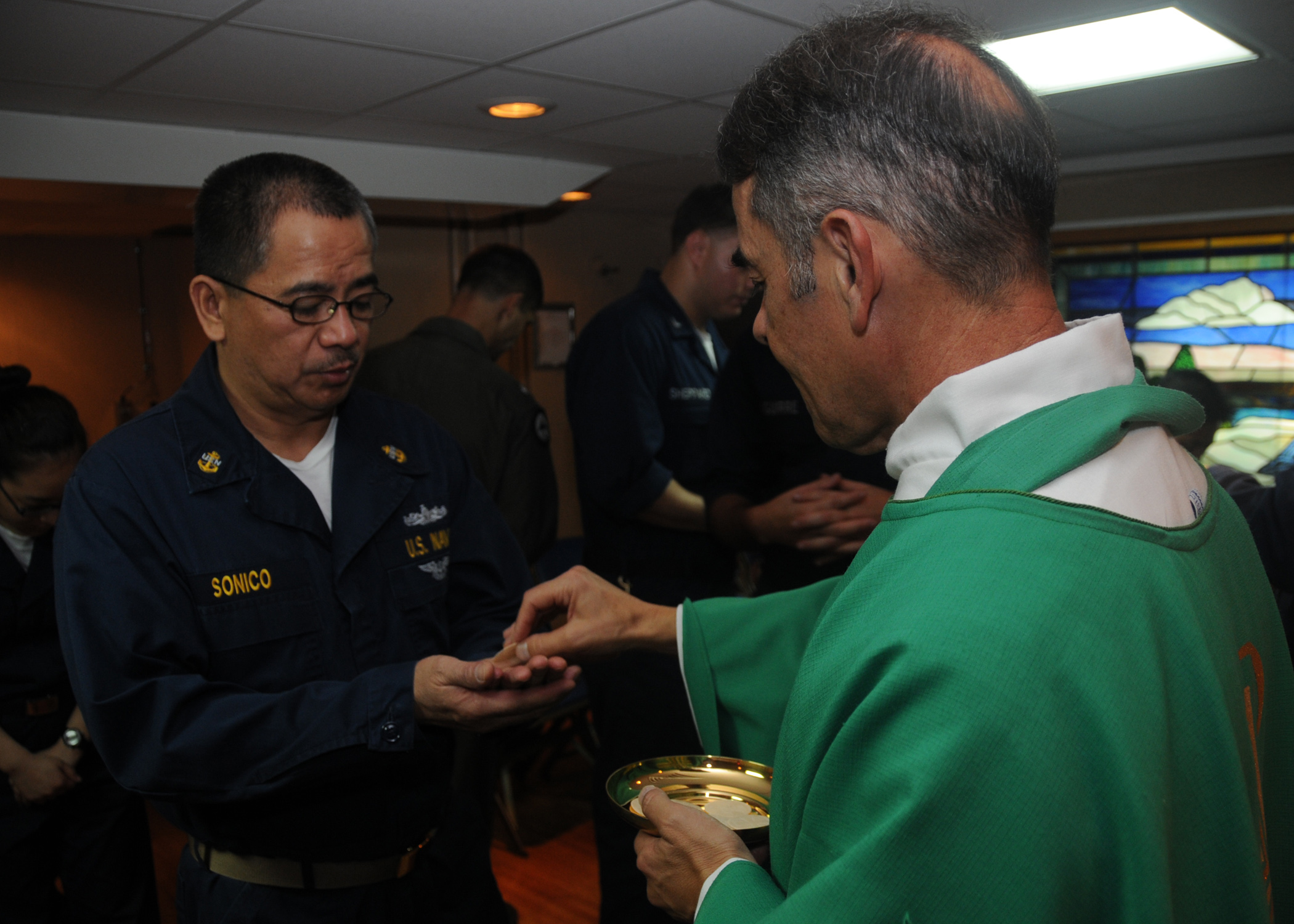
Un marinero recibe la comunión de un capellán católico a bordo de un buque de la US Navy.

El catolicismo enseña que Cristo está sacramentalmente (e igualmente) presente bajo cada especie y, por tanto, si una persona recibe sólo una especie, Cristo está plenamente presente y no le falta nada.
En la Iglesia Primitiva, la Comunión se administraba y recibía ordinariamente bajo las dos especies. Tal era la práctica mencionada por Pablo en I Corintios 11:28. Pero paralelamente en la Iglesia Primitiva existía la costumbre de comulgar en ciertos casos bajo un solo tipo, por ejemplo, cuando la gente se llevaba a casa parte de la Eucaristía después del culto dominical y comulgaba durante la semana y también cuando se llevaba la Eucaristía a los enfermos.
En la Edad Media, la Iglesia se había vuelto, como la mayor parte de la sociedad europea, cada vez más jerárquica. Se hacía mucho hincapié en la santidad a la hora de comulgar y se valoraban mucho más los sufrimientos de Cristo. Esto significaba que todos los que se acercaban al altar debían ser lo más puros posible, y condujo inevitablemente a la exclusión de los laicos de la administración de la Eucaristía, reservando esta práctica al clero. Es difícil decir cuándo cesó la práctica de ofrecer el cáliz al pueblo, pero cabe suponer que formaba parte del modo en que las autoridades eclesiásticas trataban de evitar que ocurriera algo irrespetuoso con la Eucaristía; también era, por entonces, que la Comunión se daba sólo en la lengua.[cita requerida]
Esta práctica fue desafiada por el  reformador bohemio, Jacobo de Mies, quien en 1414 comenzó a ofrecer la Comunión bajo ambas especies a su congregación en la Iglesia de San Martín en la pared. El asunto fue revisado por la XIII Sesión del Concilio de Constanza, en 1415; el concilio rechazó los motivos para ofrecer el cáliz a los laicos y prohibió la práctica. Esto se convirtió en la cuestión más emblemática de las Guerras Husitas, que desembocó en el permiso de la comunión bajo ambas especies para el Utraquistas en Bohemia en 1433 (sería prohibido de nuevo en 1627 y permitido de nuevo por la Patente de Tolerancia en 1781). En el siglo siguiente, esto fue desafiado de nuevo por la Reformadores protestantes, incluyendo a Martín Lutero, Juan Calvino y Huldrych Zwingli. El Concilio de Trento remitió al papa la cuestión de si se concedía la petición del Emperador del Sacro Imperio Romano Germánico de que se permitiera el uso del cáliz en sus dominios; en 1564 Pío IV concedió este permiso a algunos obispos alemanes, siempre que se cumplieran ciertas condiciones. Sin embargo, su concesión fue retirada al año siguiente.
En el siglo XX, los reformadores de la liturgia católica comenzaron a presionar para que se volviera a la comunión bajo las dos especies, citando la práctica de la Iglesia anterior al siglo XIII. Hubo animados debates sobre el tema en el Concilio Vaticano II, que desembocaron en un compromiso. Finalmente, los obispos aprobaron el siguiente texto: "La comunión bajo las dos especies puede ser concedida cuando los obispos lo consideren oportuno, no sólo a los clérigos y religiosos, sino también a los laicos, en los casos que determine la Sede Apostólica, como por ejemplo, a los recién ordenados en la misa de su sagrada ordenación, a los nuevos profesos en la misa de su profesión religiosa y a los nuevos bautizados en la misa que sigue a su bautismo". El uso regular de la Comunión bajo las dos especies requiere el permiso del obispo, pero los obispos de muchos países han dado una autorización general para administrar la Sagrada Comunión de esta manera. En Estados Unidos, el Notre Dame Study of Catholic Parish Life mostró que en 1989, algo menos de la mitad de las parroquias de su encuesta ofrecían el cáliz a sus congregaciones.

## Ortodoxia oriental
(También aplicable a las Iglesias católicas orientales correspondientes.)
La Iglesia ortodoxa ha practicado sistemáticamente la comunión bajo ambas especies. Tanto el clero como el pueblo reciben normalmente en ambas clases.

### Doctrina
La comunión de sólo el Pan Eucarístico es vista como imperfecta por las iglesias ortodoxas, que normalmente no siguen esta práctica, ni siquiera in extremis.

### Práctica
Durante la celebración de la Divina Liturgia, cuando llega el momento de la  Sagrada Comunión, el Cordero (una Hostia ácima) es primero fraccionado en cuatro trozos: una porción se coloca entera en el cáliz; de una porción comulgan los clérigos; y de las dos porciones restantes, comulgan los laicos. Cada uno de los clérigos recibirá primero el Cuerpo de Cristo, tomándolo en sus manos, y luego sorberá del cáliz. Después de la comunión del clero, las porciones del Cordero consagrado para los fieles (es decir, la congregación) se cortan en pequeñas porciones y se colocan en el cáliz. Cuando los fieles se acercan a recibir la Comunión, cruzan las manos sobre el pecho y el sacerdote les da tanto el Cuerpo como la Sangre de Cristo del cáliz, utilizando una cuchara. De esta manera, todos reciben de ambas maneras, pero nadie toma ni el Pan consagrado ni el Cáliz en sus manos, reduciendo así la posibilidad de que accidentalmente se caigan migajas o se derrame algo de la Sangre de Cristo en el suelo.
Cuando el sacerdote lleva la Sagrada Comunión a los enfermos, transfiere una porción a un recipiente que se lleva al cuello. Dentro del recipiente hay compartimentos para una caja dorada que contiene los misterios, un pequeño cáliz, una botella para el vino, una pequeña cuchara dorada y, a menudo, unas pinzas doradas. Una vez junto a la cama del enfermo, utiliza las pinzas para sacar una partícula de los Misterios de la caja y colocarla en el cáliz. A continuación, vierte una pequeña cantidad de vino tinto no consagrado en el cáliz, que ablanda la partícula seca mientras escucha la confesión del enfermo. A continuación, después de rezar las oraciones previas a la Comunión, administra la Sagrada Comunión en ambas especies al enfermo utilizando la cuchara, exactamente como se hace durante la Divina Liturgia.

## Luteranismo

Un sacerdote luterano administra los elementos eucarísticos a los fieles durante la celebración de la Santa Misa.

### Doctrina
La Iglesia Luterana enseña:

En nuestras iglesias, la comunión se administra a los laicos de ambas clases, porque éste es un mandato y precepto manifiesto de Cristo. Mateo 26:27: «Bebed todos de ella». En este pasaje Cristo enseña, en los términos más claros, que todos deben beber de la copa. Y para que nadie pueda poner reparos a estas palabras y explicarlas como si se refirieran sólo al clero, Pablo nos informa que toda la iglesia de Corinto recibía el sacramento en ambas formas. (1 Cor. 11:26.) Y esta costumbre se mantuvo en la Iglesia durante mucho tiempo, como puede probarse por la historia y los escritos de los Padres. Cipriano menciona con frecuencia el hecho de que en su época la copa se daba a los laicos. San Jerónimo también dice que los sacerdotes, que administran el sacramento, dispensan la sangre de Cristo al pueblo. Y el mismo papa Gelasio ordenó que no se dividiera el sacramento (distinct. 2, de consecat. cap. comperimus). No existe ningún canon que ordene que se reciba un solo tipo. Tampoco se puede determinar cuándo, o por quién, se introdujo la costumbre de recibir pan solo, aunque el cardenal Cusano menciona el momento en que fue aprobada. Ahora bien, es evidente que tal costumbre, introducida en contra del mandato divino, y también en oposición a los antiguos cánones, es errónea. Por lo tanto, era impropio coaccionar y oprimir la conciencia de aquellos que deseaban recibir el sacramento de acuerdo con la designación de Cristo, y obligarlos a violar la institución de nuestro Señor. Y en tanto que por Cristo, la costumbre de llevar la hostia en la procesión es omitida entre nosotros.

### Práctica
La Eucaristía es administrada por un sacerdote luterano bajo las dos especies, a menudo en las barandillas del presbiterio o en una línea de comunión, después de consagrar las hostias y un cáliz común.